# National Cricket Stadium (Namibia)
Das National Cricket Stadium, auch Namibia Cricket Ground, offiziell FNB Namibia Cricket Ground, ist ein im Bau befindliches Cricket-Stadion in der namibischen Hauptstadt Windhoek. Es befindet sich im Stadtviertel Olympia und soll das offizielle Nationalstadion für die Sportart im Land werden.

## Bau
Die Bauarbeiten haben 2023 mit dem Legen der Fläche, der Einrichtung des Bewässerungssystems und dem Pflanzen von Rasen begonnen. Schlussendlich sollen 7500 Zuschauerplätze geschaffen werden. Zu den geplanten Anlagen gehören neun Pitches. Die Bauzeit wird mit einem Jahr angegeben. Der symbolische erste Spatenstich fand Ende März 2024 statt.

## Spiele
Das Stadion ist für die Austragung der ICC U19-Cricket-Weltmeisterschaft 2026 und des Cricket World Cup 2027 vorgesehen, in denen Namibia jeweils Co-Gastgeber ist, sich aber nicht qualifizieren konnte.
Das erste Spiel im neuen Stadion soll am 11. Oktober 2025 zwischen Namibia und Südafrika stattfinden. Es wäre das erste Aufeinandertreffen der beiden Nachbarländer.